# 宮本駿晃
宮本 駿晃（みやもと としあき、1999年6月4日 - ）は、千葉県出身のサッカー選手。ポジションはディフェンダー（サイドバック）。

## 来歴
三里塚FCから柏レイソルU-15に入団。2017年に柏レイソルのトップチームに2種登録選手された。5月31日、ルヴァンカップ第7節の北海道コンサドーレ札幌では出場する機会を与えられてトップチーム初得点を決めた。そして9月には来年度よりトップチームに昇格することが発表された。
2018年より柏レイソルにトップ昇格を果たした。
2020年、モンテディオ山形に育成型期限付き移籍。
2021年1月8日、所属元の柏から契約満了による退団が発表された。
2021年、SVシュトラーレンに入団した。

## 所属クラブ
ユース経歴
- 三里塚FC（成田市立三里塚小学校）
- 柏レイソルU-15（成田市立遠山中学校）
- 柏レイソルU-18（日本体育大学柏高等学校）
  - 2017年 柏レイソル（2種登録選手）

プロ経歴
- 2018年 - 2020年 柏レイソル
  - 2020年 モンテディオ山形(育成型期限付き移籍)
- 2021年 - 2023年  SVシュトラーレン
- 2023年 -  ブレーマーSV

## 個人成績
| 国内大会個人成績 | 国内大会個人成績 | 国内大会個人成績 | 国内大会個人成績 | 国内大会個人成績 | 国内大会個人成績 | 国内大会個人成績 | 国内大会個人成績 | 国内大会個人成績 | 国内大会個人成績 | 国内大会個人成績 | 国内大会個人成績 |
| 年度             | クラブ           | 背番号           | リーグ           | リーグ戦         | リーグ戦         | リーグ杯         | リーグ杯         | オープン杯       | オープン杯       | 期間通算         | 期間通算         |
| 年度             | クラブ           | 背番号           | リーグ           | 出場             | 得点             | 出場             | 得点             | 出場             | 得点             | 出場             | 得点             |
| 日本             | 日本             | 日本             | 日本             | リーグ戦         | リーグ戦         | リーグ杯         | リーグ杯         | 天皇杯           | 天皇杯           | 期間通算         | 期間通算         |
| ---------------- | ---------------- | ---------------- | ---------------- | ---------------- | ---------------- | ---------------- | ---------------- | ---------------- | ---------------- | ---------------- | ---------------- |
| 2017             | 柏               | 31               | J1               | 0                | 0                | 1                | 1                | 0                | 0                | 1                | 1                |
| 2018             | 柏               | 24               | J1               | 0                | 0                | 2                | 0                | 2                | 0                | 4                | 0                |
| 2019             | 柏               | 24               | J2               | 4                | 0                | 6                | 0                | 1                | 0                | 11               | 0                |
| 2020             | 山形             | 15               | J2               | 4                | 0                | -                | -                | -                | -                | 4                | 0                |
| 通算             | 日本             | 日本             | J1               | 0                | 0                | 3                | 1                | 2                | 0                | 5                | 1                |
| 通算             | 日本             | 日本             | J2               | 8                | 0                | 6                | 0                | 1                | 0                | 15               | 0                |
| 総通算           | 総通算           | 総通算           | 総通算           | 8                | 0                | 9                | 1                | 3                | 0                | 20               | 1                |

- 2017年は2種登録選手。

| 国際大会個人成績 | 国際大会個人成績 | 国際大会個人成績 | 国際大会個人成績 | 国際大会個人成績 |
| 年度             | クラブ           | 背番号           | 出場             | 得点             |
| AFC              | AFC              | AFC              | ACL              | ACL              |
| ---------------- | ---------------- | ---------------- | ---------------- | ---------------- |
| 2018             | 柏               | 24               | 1                | 0                |
| 通算             | AFC              | AFC              | 1                | 0                |

## 代表歴
- U-16日本代表
  - 平和祈念広島国際ユースサッカー（2015年）
- U-17日本代表
  - 第23回バツラフ・イェジェク国際ユーストーナメント（2016年）
- U-19日本代表
  - ロシア遠征（2018年）
  - ブラジル遠征（2018年）